# Liège-Bastogne-Liège 2024
Liège-Bastogne-Liège 2024 var den 110. udgave af det belgiske monument og ardennerklassiker Liège-Bastogne-Liège. Det 254,5 km lange linjeløb blev kørt den 21. april 2024 med start og mål i Liège i den østlige del af landet. Løbet var det 19. arrangement på UCI World Tour 2024.
Løbet blev vundet af slovenske Tadej Pogačar fra UAE Team Emirates for anden gang i karrieren.

## Resultat
| \| Samlede stilling \| Samlede stilling \| Samlede stilling \| Samlede stilling \| Samlede stilling \| \| Rytter \| Rytter \| Hold \| Tid \| \| \| ---------------- \| ---------------------- \| -------------------------- \| ---------------- \| ---------------- \| \| 1. \| Tadej Pogačar \| UAE Team Emirates \| 6t 13' 48" \| \| \| 2. \| Romain Bardet \| Team dsm-firmenich PostNL \| + 1' 39" \| \| \| 3. \| Mathieu van der Poel \| Alpecin-Deceuninck \| + 2' 02" \| \| \| 4. \| Maxim Van Gils \| Lotto Dstny \| + 2' 02" \| \| \| 5. \| Aurélien Paret-Peintre \| Decathlon-AG2R La Mondiale \| + 2' 02" \| \| \| 6. \| Mauri Vansevenant \| Soudal Quick-Step \| + 2' 02" \| \| \| 7. \| Valentin Madouas \| Groupama-FDJ \| + 2' 02" \| \| \| 8. \| Aleksej Lutsenko \| Astana Qazaqstan Team \| + 2' 02" \| \| \| 9. \| Pello Bilbao \| Bahrain Victorious \| + 2' 02" \| \| \| 10. \| Tom Pidcock \| Ineos Grenadiers \| + 2' 02" \| \| \| 11. \| Paul Lapeira \| Decathlon-AG2R La Mondiale \| + 2' 02" \| \| \| 12. \| Tiesj Benoot \| Team Visma \\| Lease a Bike \| + 2' 02" \| \| \| 13. \| Bauke Mollema \| Lidl-Trek \| + 2' 02" \| \| \| 14. \| Alex Aranburu \| Movistar Team \| + 2' 02" \| \| \| 15. \| Dylan Teuns \| Israel-Premier Tech \| + 2' 02" \| \| \| 16. \| Benoît Cosnefroy \| Decathlon-AG2R La Mondiale \| + 2' 02" \| \| \| 17. \| Marc Hirschi \| UAE Team Emirates \| + 2' 02" \| \| \| 18. \| Guillaume Martin \| Cofidis \| + 2' 02" \| \| \| 19. \| Jon Izagirre \| Cofidis \| + 2' 02" \| \| \| 20. \| Aleksandr Vlasov \| Bora-Hansgrohe \| + 2' 02" \| \| |                        |                            |            |
| |                        |                            |            |
| Kilde: ProCyclingStats |                        |                            |            |
| Samlede stilling |                        |                            |            |
| Rytter | Rytter                 | Hold                       | Tid        |
| 1. | Tadej Pogačar          | UAE Team Emirates          | 6t 13' 48" |
| 2. | Romain Bardet          | Team dsm-firmenich PostNL  | + 1' 39"   |
| 3. | Mathieu van der Poel   | Alpecin-Deceuninck         | + 2' 02"   |
| 4. | Maxim Van Gils         | Lotto Dstny                | + 2' 02"   |
| 5. | Aurélien Paret-Peintre | Decathlon-AG2R La Mondiale | + 2' 02"   |
| 6. | Mauri Vansevenant      | Soudal Quick-Step          | + 2' 02"   |
| 7. | Valentin Madouas       | Groupama-FDJ               | + 2' 02"   |
| 8. | Aleksej Lutsenko       | Astana Qazaqstan Team      | + 2' 02"   |
| 9. | Pello Bilbao           | Bahrain Victorious         | + 2' 02"   |
| 10. | Tom Pidcock            | Ineos Grenadiers           | + 2' 02"   |
| 11. | Paul Lapeira           | Decathlon-AG2R La Mondiale | + 2' 02"   |
| 12. | Tiesj Benoot           | Team Visma \| Lease a Bike | + 2' 02"   |
| 13. | Bauke Mollema          | Lidl-Trek                  | + 2' 02"   |
| 14. | Alex Aranburu          | Movistar Team              | + 2' 02"   |
| 15. | Dylan Teuns            | Israel-Premier Tech        | + 2' 02"   |
| 16. | Benoît Cosnefroy       | Decathlon-AG2R La Mondiale | + 2' 02"   |
| 17. | Marc Hirschi           | UAE Team Emirates          | + 2' 02"   |
| 18. | Guillaume Martin       | Cofidis                    | + 2' 02"   |
| 19. | Jon Izagirre           | Cofidis                    | + 2' 02"   |
| 20. | Aleksandr Vlasov       | Bora-Hansgrohe             | + 2' 02"   |

## Hold og ryttere
| UCI WorldTeams (18)- Decathlon-AG2R La Mondiale - Alpecin-Deceuninck - Arkéa-B&B Hotels - Astana Qazaqstan Team - Bahrain Victorious - Bora-Hansgrohe - Cofidis - EF Education-EasyPost - Groupama-FDJ - Ineos Grenadiers - Intermarché-Wanty - Team Visma \| Lease a Bike - Lidl-Trek - Movistar Team - Soudal Quick-Step - Team dsm-firmenich PostNL - Team Jayco AlUla - UAE Team Emirates UCI ProTeams (7)- Bingoal WB - Equipo Kern Pharma - Israel-Premier Tech - Lotto Dstny - Team Flanders-Baloise - TotalEnergies - Uno-X Mobility |
| |

### Danske ryttere
| Danske ryttere på startlisten |                      |                       |           |
| Rygnummer                     | Rytter               | Hold                  | Placering |
| 33                            | Søren Kragh Andersen | Alpecin-Deceuninck    | 67        |
| 43                            | Mikkel Honoré        | EF Education-EasyPost | 46        |
| 91                            | Mattias Skjelmose    | Lidl-Trek             | 28        |
| 114                           | Andreas Kron         | Lotto Dstny           | 37        |
| 117                           | Jonas Gregaard       | Lotto Dstny           | 94        |
| 124                           | Jakob Fuglsang       | Israel-Premier Tech   | 84        |
| 152                           | Anthon Charmig       | Astana Qazaqstan Team | 63        |
| 173                           | Anders Foldager      | Team Jayco AlUla      | 93        |

* DNF = gennemførte ikke

### Startliste
| Soudal Quick-Step SOQ | Soudal Quick-Step SOQ       | Soudal Quick-Step SOQ |
| --------------------- | --------------------------- | --------------------- |
| Nr.                   | Rytter                      | Placering             |
| 1                     | James Knox (GBR)            | DNF                   |
| 2                     | Gil Gelders (BEL)           | 69.                   |
| 3                     | William Junior Lecerf (BEL) | DNF                   |
| 4                     | Fausto Masnada (ITA)        | 71.                   |
| 5                     | Pieter Serry (BEL)          | 76.                   |
| 6                     | Mauri Vansevenant (BEL)     | 6.                    |
| 7                     | Louis Vervaeke (BEL)        | 72.                   |

| Ineos Grenadiers IGD | Ineos Grenadiers IGD     | Ineos Grenadiers IGD |
| -------------------- | ------------------------ | -------------------- |
| Nr.                  | Rytter                   | Placering            |
| 11                   | Tom Pidcock (GBR)        | 10.                  |
| 12                   | Egan Bernal (COL)        | 21.                  |
| 13                   | Laurens De Plus (BEL)    | 31.                  |
| 14                   | Omar Fraile (ESP)        | 65.                  |
| 15                   | Ethan Hayter (GBR)       | 75.                  |
| 16                   | Michał Kwiatkowski (POL) | DNF                  |
| 17                   | Brandon Rivera (COL)     | 87.                  |

| Bahrain Victorious TBV | Bahrain Victorious TBV  | Bahrain Victorious TBV |
| ---------------------- | ----------------------- | ---------------------- |
| Nr.                    | Rytter                  | Placering              |
| 21                     | Santiago Buitrago (COL) | 41.                    |
| 22                     | Yukiya Arashiro (JPN)   | DNF                    |
| 23                     | Pello Bilbao (ESP)      | 9.                     |
| 24                     | Wout Poels (NED)        | 30.                    |
| 25                     | Dušan Rajović (SRB)     | DNF                    |
| 26                     | Antonio Tiberi (ITA)    | 22.                    |
| 27                     | Łukasz Wiśniowski (POL) | DNF                    |

| Alpecin-Deceuninck ADC | Alpecin-Deceuninck ADC                | Alpecin-Deceuninck ADC |
| ---------------------- | ------------------------------------- | ---------------------- |
| Nr.                    | Rytter                                | Placering              |
| 31                     | Mathieu van der Poel (NED) (landevej) | 3.                     |
| 32                     | Quinten Hermans (BEL)                 | 35.                    |
| 33                     | Søren Kragh Andersen (DEN)            | 67.                    |
| 34                     | Axel Laurance (FRA)                   | 44.                    |
| 35                     | Oscar Riesebeek (NED)                 | DNF                    |
| 36                     | Stan Van Tricht (BEL)                 | DNF                    |
| 37                     | Luca Vergallito (ITA)                 | 111.                   |

| EF Education-EasyPost EFE | EF Education-EasyPost EFE        | EF Education-EasyPost EFE |
| ------------------------- | -------------------------------- | ------------------------- |
| Nr.                       | Rytter                           | Placering                 |
| 41                        | Richard Carapaz (ECU) (landevej) | 26.                       |
| 42                        | Ben Healy (IRL) (landevej)       | 27.                       |
| 43                        | Mikkel Honoré (DEN)              | 46.                       |
| 44                        | Archie Ryan (IRL)                | 55.                       |
| 45                        | James Shaw (GBR)                 | 95.                       |
| 46                        | Harry Sweeny (AUS)               | 59.                       |
| 47                        | Rigoberto Urán (COL)             | DNF                       |

| Groupama-FDJ GFC | Groupama-FDJ GFC                  | Groupama-FDJ GFC |
| ---------------- | --------------------------------- | ---------------- |
| Nr.              | Rytter                            | Placering        |
| 51               | David Gaudu (FRA)                 | 43.              |
| 52               | Lorenzo Germani (ITA)             | 106.             |
| 53               | Romain Grégoire (FRA)             | 24.              |
| 54               | Valentin Madouas (FRA) (landevej) | 7.               |
| 55               | Quentin Pacher (FRA)              | 51.              |
| 56               | Rémy Rochas (FRA)                 | 91.              |
| 57               | Clément Russo (FRA)               | 105.             |

| Cofidis COF | Cofidis COF            | Cofidis COF |
| ----------- | ---------------------- | ----------- |
| Nr.         | Rytter                 | Placering   |
| 61          | Guillaume Martin (FRA) | 18.         |
| 62          | Rubén Fernández (ESP)  | DNF         |
| 63          | Jesús Herrada (ESP)    | 100.        |
| 64          | Gorka Izagirre (ESP)   | DNF         |
| 65          | Jon Izagirre (ESP)     | 19.         |
| 66          | Axel Mariault (FRA)    | 116.        |
| 67          | Anthony Perez (FRA)    | DNF         |

| Team Visma \| Lease a Bike TVL | Team Visma \| Lease a Bike TVL | Team Visma \| Lease a Bike TVL |
| ------------------------------ | ------------------------------ | ------------------------------ |
| Nr.                            | Rytter                         | Placering                      |
| 71                             | Tiesj Benoot (BEL)             | 12.                            |
| 72                             | Ben Tulett (GBR)               | DNF                            |
| 73                             | Milan Vader (NED)              | 90.                            |
| 74                             | Attila Valter (HUN) (landevej) | 40.                            |
| 75                             | Loe van Belle (NED)            | 102.                           |
| 76                             | Tosh Van der Sande (BEL)       | DNF                            |
| 77                             | Julien Vermote (BEL)           | DNF                            |

| Bora-Hansgrohe BOH | Bora-Hansgrohe BOH     | Bora-Hansgrohe BOH |
| ------------------ | ---------------------- | ------------------ |
| Nr.                | Rytter                 | Placering          |
| 81                 | Jai Hindley (AUS)      | 52.                |
| 82                 | Roger Adrià (ESP)      | 82.                |
| 83                 | Giovanni Aleotti (ITA) | DNF                |
| 84                 | Bob Jungels (LUX)      | 45.                |
| 85                 | Jonas Koch (GER)       | DNF                |
| 86                 | Matteo Sobrero (ITA)   | DNF                |
| 87                 | Aleksandr Vlasov       | 20.                |

| Lidl-Trek LTK | Lidl-Trek LTK                      | Lidl-Trek LTK |
| ------------- | ---------------------------------- | ------------- |
| Nr.           | Rytter                             | Placering     |
| 91            | Mattias Skjelmose (DEN) (landevej) | 28.           |
| 92            | Andrea Bagioli (ITA)               | DNF           |
| 93            | Julien Bernard (FRA)               | 68.           |
| 94            | Patrick Konrad (AUT)               | DNF           |
| 95            | Bauke Mollema (NED)                | 13.           |
| 96            | Sam Oomen (NED)                    | 70.           |
| 97            | Toms Skujiņš (LAT)                 | 48.           |

| UAE Team Emirates UAD | UAE Team Emirates UAD          | UAE Team Emirates UAD |
| --------------------- | ------------------------------ | --------------------- |
| Nr.                   | Rytter                         | Placering             |
| 101                   | Tadej Pogačar (SLO) (landevej) | 1.                    |
| 102                   | Sjoerd Bax (NED)               | DNF                   |
| 103                   | Finn Fisher-Black (NZL)        | DNF                   |
| 104                   | João Almeida (POR)             | 29.                   |
| 105                   | Marc Hirschi (SUI) (landevej)  | 17.                   |
| 106                   | Domen Novak (SLO)              | 60.                   |
| 107                   | Diego Ulissi (ITA)             | DNF                   |

| Lotto Dstny LTD | Lotto Dstny LTD          | Lotto Dstny LTD |
| --------------- | ------------------------ | --------------- |
| Nr.             | Rytter                   | Placering       |
| 111             | Maxim Van Gils (BEL)     | 4.              |
| 112             | Logan Currie (NZL)       | 117.            |
| 113             | Jarrad Drizners (AUS)    | DNF             |
| 114             | Andreas Kron (DEN)       | 37.             |
| 115             | Sylvain Moniquet (BEL)   | 54.             |
| 116             | Mathijs Paasschens (NED) | DNF             |
| 117             | Jonas Gregaard (DEN)     | 94.             |

| Israel-Premier Tech IPT | Israel-Premier Tech IPT | Israel-Premier Tech IPT |
| ----------------------- | ----------------------- | ----------------------- |
| Nr.                     | Rytter                  | Placering               |
| 121                     | Dylan Teuns (BEL)       | 15.                     |
| 122                     | George Bennett (NZL)    | 73.                     |
| 123                     | Simon Clarke (AUS)      | 58.                     |
| 124                     | Jakob Fuglsang (DEN)    | 84.                     |
| 125                     | Derek Gee (CAN)         | 86.                     |
| 126                     | Nick Schultz (AUS)      | 57.                     |
| 127                     | Stephen Williams (GBR)  | 66.                     |

| Team dsm-firmenich PostNL DFP | Team dsm-firmenich PostNL DFP | Team dsm-firmenich PostNL DFP |
| ----------------------------- | ----------------------------- | ----------------------------- |
| Nr.                           | Rytter                        | Placering                     |
| 131                           | Romain Bardet (FRA)           | 2.                            |
| 132                           | Romain Combaud (FRA)          | 107.                          |
| 133                           | Matthew Dinham (AUS)          | DNF                           |
| 134                           | Chris Hamilton (AUS)          | DNF                           |
| 135                           | Enzo Leijnse (NED)            | DNF                           |
| 136                           | Martijn Tusveld (NED)         | 115.                          |
| 137                           | Kevin Vermaerke (USA)         | 23.                           |

| Decathlon-AG2R La Mondiale DAT | Decathlon-AG2R La Mondiale DAT | Decathlon-AG2R La Mondiale DAT |
| ------------------------------ | ------------------------------ | ------------------------------ |
| Nr.                            | Rytter                         | Placering                      |
| 141                            | Benoît Cosnefroy (FRA)         | 16.                            |
| 142                            | Bruno Armirail (FRA)           | DNF                            |
| 143                            | Clément Berthet (FRA)          | 50.                            |
| 144                            | Felix Gall (AUT)               | 47.                            |
| 145                            | Paul Lapeira (FRA)             | 11.                            |
| 146                            | Aurélien Paret-Peintre (FRA)   | 5.                             |
| 147                            | Nicolas Prodhomme (FRA)        | 38.                            |

| Astana Qazaqstan Team AST | Astana Qazaqstan Team AST         | Astana Qazaqstan Team AST |
| ------------------------- | --------------------------------- | ------------------------- |
| Nr.                       | Rytter                            | Placering                 |
| 151                       | Aleksej Lutsenko (KAZ) (landevej) | 8.                        |
| 152                       | Anthon Charmig (DEN)              | 63.                       |
| 153                       | Igor Tjzhan (KAZ)                 | DNF                       |
| 154                       | Lorenzo Fortunato (ITA)           | 79.                       |
| 155                       | Cristian Scaroni (ITA)            | 53.                       |
| 156                       | Santiago Umba (COL)               | 76.                       |
| 157                       | Simone Velasco (ITA) (landevej)   | 34.                       |

| Intermarché-Wanty IWA | Intermarché-Wanty IWA     | Intermarché-Wanty IWA |
| --------------------- | ------------------------- | --------------------- |
| Nr.                   | Rytter                    | Placering             |
| 161                   | Georg Zimmermann (GER)    | 49.                   |
| 162                   | Lilian Calmejane (FRA)    | 112.                  |
| 163                   | Kevin Colleoni (ITA)      | 96.                   |
| 164                   | Gerben Kuypers (BEL)      | DNF                   |
| 165                   | Baptiste Planckaert (BEL) | DNF                   |
| 166                   | Lorenzo Rota (ITA)        | 33.                   |
| 167                   | Rein Taaramäe (EST)       | DNF                   |

| Team Jayco AlUla JAY | Team Jayco AlUla JAY   | Team Jayco AlUla JAY |
| -------------------- | ---------------------- | -------------------- |
| Nr.                  | Rytter                 | Placering            |
| 171                  | Simon Yates (GBR)      | 32.                  |
| 172                  | Davide De Pretto (ITA) | DNF                  |
| 173                  | Anders Foldager (DEN)  | 93.                  |
| 174                  | Jan Maas (NED)         | DNF                  |
| 175                  | Michael Matthews (AUS) | 36.                  |
| 176                  | Mauro Schmid (SUI)     | DNF                  |
| 177                  | Filippo Zana (ITA)     | 39.                  |

| Movistar Team MOV | Movistar Team MOV    | Movistar Team MOV |
| ----------------- | -------------------- | ----------------- |
| Nr.               | Rytter               | Placering         |
| 181               | Davide Formolo (ITA) | 42.               |
| 182               | Alex Aranburu (ESP)  | 14.               |
| 183               | Jorge Arcas (ESP)    | 97.               |
| 184               | Will Barta (USA)     | DNF               |
| 185               | Carlos Canal (ESP)   | DNF               |
| 186               | Oier Lazkano (ESP)   | 64.               |
| 187               | Iván Romeo (ESP)     | DNF               |

| Uno-X Mobility UXM | Uno-X Mobility UXM               | Uno-X Mobility UXM |
| ------------------ | -------------------------------- | ------------------ |
| Nr.                | Rytter                           | Placering          |
| 191                | Tobias Halland Johannessen (NOR) | 25.                |
| 192                | Martin Bugge Urianstad (NOR)     | 104.               |
| 193                | Odd Christian Eiking (NOR)       | 88.                |
| 194                | Ådne Holter (NOR)                | 109.               |
| 195                | Johannes Kulset (NOR)            | 62.                |
| 196                | Andreas Leknessund (NOR)         | 61.                |
| 197                | Anders Skaarseth (NOR)           | 110.               |

| TotalEnergies TEN | TotalEnergies TEN        | TotalEnergies TEN |
| ----------------- | ------------------------ | ----------------- |
| Nr.               | Rytter                   | Placering         |
| 201               | Mathieu Burgaudeau (FRA) | 78.               |
| 202               | Fabien Doubey (FRA)      | DNF               |
| 203               | Fabien Grellier (FRA)    | 113.              |
| 204               | Jordan Jegat (FRA)       | 77.               |
| 205               | Alan Jousseaume (FRA)    | 81.               |
| 206               | Paul Ourselin (FRA)      | DNF               |
| 207               | Alexis Vuillermoz (FRA)  | 92.               |

| Bingoal WB BWB | Bingoal WB BWB            | Bingoal WB BWB |
| -------------- | ------------------------- | -------------- |
| Nr.            | Rytter                    | Placering      |
| 211            | Luca Van Boven (BEL)      | 80.            |
| 212            | Louka Matthys (BEL)       | 103.           |
| 213            | Johan Meens (BEL)         | 74.            |
| 214            | Dimitri Peyskens (BEL)    | DNF            |
| 215            | Aaron Van der Beken (BEL) | DNF            |
| 216            | Giacomo Villa (ITA)       | DNF            |
| 217            | Loïc Vliegen (BEL)        | DNF            |

| Equipo Kern Pharma EKP | Equipo Kern Pharma EKP   | Equipo Kern Pharma EKP |
| ---------------------- | ------------------------ | ---------------------- |
| Nr.                    | Rytter                   | Placering              |
| 221                    | Iván Cobo (ESP)          | DNF                    |
| 222                    | Marc Brustenga (ESP)     | DNF                    |
| 223                    | Francisco Galván (ESP)   | DNF                    |
| 224                    | Jordi López (ESP)        | 114.                   |
| 225                    | Mikel Retegi (ESP)       | DNF                    |
| 226                    | Ibon Ruiz (ESP)          | 89.                    |
| 227                    | Danny van der Tuuk (POL) | DNF                    |

| Arkéa-B&B Hotels ARK | Arkéa-B&B Hotels ARK      | Arkéa-B&B Hotels ARK |
| -------------------- | ------------------------- | -------------------- |
| Nr.                  | Rytter                    | Placering            |
| 231                  | Kévin Vauquelin (FRA)     | DNF                  |
| 232                  | Louis Barré (FRA)         | DNF                  |
| 233                  | Clément Champoussin (FRA) | 85.                  |
| 234                  | Anthony Delaplace (FRA)   | 99.                  |
| 235                  | Simon Guglielmi (FRA)     | 101.                 |
| 236                  | Laurens Huys (BEL)        | 83.                  |
| 237                  | Michel Ries (LUX)         | 98.                  |

| Team Flanders-Baloise TFB | Team Flanders-Baloise TFB | Team Flanders-Baloise TFB |
| ------------------------- | ------------------------- | ------------------------- |
| Nr.                       | Rytter                    | Placering                 |
| 241                       | Kamiel Bonneu (BEL)       | DNF                       |
| 242                       | Toon Clynhens (BEL)       | DNF                       |
| 243                       | Lars Craps (BEL)          | DNF                       |
| 244                       | Siebe Deweirdt (BEL)      | DNF                       |
| 245                       | Elias Maris (BEL)         | 108.                      |
| 246                       | Dylan Vandenstorme (BEL)  | DNF                       |
| 247                       | Vincent Van Hemelen (BEL) | DNF                       |

| Soudal Quick-Step SOQ | Soudal Quick-Step SOQ       | Soudal Quick-Step SOQ |
| --------------------- | --------------------------- | --------------------- |
| Nr.                   | Rytter                      | Placering             |
| 1                     | James Knox (GBR)            | DNF                   |
| 2                     | Gil Gelders (BEL)           | 69.                   |
| 3                     | William Junior Lecerf (BEL) | DNF                   |
| 4                     | Fausto Masnada (ITA)        | 71.                   |
| 5                     | Pieter Serry (BEL)          | 76.                   |
| 6                     | Mauri Vansevenant (BEL)     | 6.                    |
| 7                     | Louis Vervaeke (BEL)        | 72.                   |

| Ineos Grenadiers IGD | Ineos Grenadiers IGD     | Ineos Grenadiers IGD |
| -------------------- | ------------------------ | -------------------- |
| Nr.                  | Rytter                   | Placering            |
| 11                   | Tom Pidcock (GBR)        | 10.                  |
| 12                   | Egan Bernal (COL)        | 21.                  |
| 13                   | Laurens De Plus (BEL)    | 31.                  |
| 14                   | Omar Fraile (ESP)        | 65.                  |
| 15                   | Ethan Hayter (GBR)       | 75.                  |
| 16                   | Michał Kwiatkowski (POL) | DNF                  |
| 17                   | Brandon Rivera (COL)     | 87.                  |

| Bahrain Victorious TBV | Bahrain Victorious TBV  | Bahrain Victorious TBV |
| ---------------------- | ----------------------- | ---------------------- |
| Nr.                    | Rytter                  | Placering              |
| 21                     | Santiago Buitrago (COL) | 41.                    |
| 22                     | Yukiya Arashiro (JPN)   | DNF                    |
| 23                     | Pello Bilbao (ESP)      | 9.                     |
| 24                     | Wout Poels (NED)        | 30.                    |
| 25                     | Dušan Rajović (SRB)     | DNF                    |
| 26                     | Antonio Tiberi (ITA)    | 22.                    |
| 27                     | Łukasz Wiśniowski (POL) | DNF                    |

| Alpecin-Deceuninck ADC | Alpecin-Deceuninck ADC                | Alpecin-Deceuninck ADC |
| ---------------------- | ------------------------------------- | ---------------------- |
| Nr.                    | Rytter                                | Placering              |
| 31                     | Mathieu van der Poel (NED) (landevej) | 3.                     |
| 32                     | Quinten Hermans (BEL)                 | 35.                    |
| 33                     | Søren Kragh Andersen (DEN)            | 67.                    |
| 34                     | Axel Laurance (FRA)                   | 44.                    |
| 35                     | Oscar Riesebeek (NED)                 | DNF                    |
| 36                     | Stan Van Tricht (BEL)                 | DNF                    |
| 37                     | Luca Vergallito (ITA)                 | 111.                   |

| EF Education-EasyPost EFE | EF Education-EasyPost EFE        | EF Education-EasyPost EFE |
| ------------------------- | -------------------------------- | ------------------------- |
| Nr.                       | Rytter                           | Placering                 |
| 41                        | Richard Carapaz (ECU) (landevej) | 26.                       |
| 42                        | Ben Healy (IRL) (landevej)       | 27.                       |
| 43                        | Mikkel Honoré (DEN)              | 46.                       |
| 44                        | Archie Ryan (IRL)                | 55.                       |
| 45                        | James Shaw (GBR)                 | 95.                       |
| 46                        | Harry Sweeny (AUS)               | 59.                       |
| 47                        | Rigoberto Urán (COL)             | DNF                       |

| Groupama-FDJ GFC | Groupama-FDJ GFC                  | Groupama-FDJ GFC |
| ---------------- | --------------------------------- | ---------------- |
| Nr.              | Rytter                            | Placering        |
| 51               | David Gaudu (FRA)                 | 43.              |
| 52               | Lorenzo Germani (ITA)             | 106.             |
| 53               | Romain Grégoire (FRA)             | 24.              |
| 54               | Valentin Madouas (FRA) (landevej) | 7.               |
| 55               | Quentin Pacher (FRA)              | 51.              |
| 56               | Rémy Rochas (FRA)                 | 91.              |
| 57               | Clément Russo (FRA)               | 105.             |

| Cofidis COF | Cofidis COF            | Cofidis COF |
| ----------- | ---------------------- | ----------- |
| Nr.         | Rytter                 | Placering   |
| 61          | Guillaume Martin (FRA) | 18.         |
| 62          | Rubén Fernández (ESP)  | DNF         |
| 63          | Jesús Herrada (ESP)    | 100.        |
| 64          | Gorka Izagirre (ESP)   | DNF         |
| 65          | Jon Izagirre (ESP)     | 19.         |
| 66          | Axel Mariault (FRA)    | 116.        |
| 67          | Anthony Perez (FRA)    | DNF         |

| Team Visma \| Lease a Bike TVL | Team Visma \| Lease a Bike TVL | Team Visma \| Lease a Bike TVL |
| ------------------------------ | ------------------------------ | ------------------------------ |
| Nr.                            | Rytter                         | Placering                      |
| 71                             | Tiesj Benoot (BEL)             | 12.                            |
| 72                             | Ben Tulett (GBR)               | DNF                            |
| 73                             | Milan Vader (NED)              | 90.                            |
| 74                             | Attila Valter (HUN) (landevej) | 40.                            |
| 75                             | Loe van Belle (NED)            | 102.                           |
| 76                             | Tosh Van der Sande (BEL)       | DNF                            |
| 77                             | Julien Vermote (BEL)           | DNF                            |

| Bora-Hansgrohe BOH | Bora-Hansgrohe BOH     | Bora-Hansgrohe BOH |
| ------------------ | ---------------------- | ------------------ |
| Nr.                | Rytter                 | Placering          |
| 81                 | Jai Hindley (AUS)      | 52.                |
| 82                 | Roger Adrià (ESP)      | 82.                |
| 83                 | Giovanni Aleotti (ITA) | DNF                |
| 84                 | Bob Jungels (LUX)      | 45.                |
| 85                 | Jonas Koch (GER)       | DNF                |
| 86                 | Matteo Sobrero (ITA)   | DNF                |
| 87                 | Aleksandr Vlasov       | 20.                |

| Lidl-Trek LTK | Lidl-Trek LTK                      | Lidl-Trek LTK |
| ------------- | ---------------------------------- | ------------- |
| Nr.           | Rytter                             | Placering     |
| 91            | Mattias Skjelmose (DEN) (landevej) | 28.           |
| 92            | Andrea Bagioli (ITA)               | DNF           |
| 93            | Julien Bernard (FRA)               | 68.           |
| 94            | Patrick Konrad (AUT)               | DNF           |
| 95            | Bauke Mollema (NED)                | 13.           |
| 96            | Sam Oomen (NED)                    | 70.           |
| 97            | Toms Skujiņš (LAT)                 | 48.           |

| UAE Team Emirates UAD | UAE Team Emirates UAD          | UAE Team Emirates UAD |
| --------------------- | ------------------------------ | --------------------- |
| Nr.                   | Rytter                         | Placering             |
| 101                   | Tadej Pogačar (SLO) (landevej) | 1.                    |
| 102                   | Sjoerd Bax (NED)               | DNF                   |
| 103                   | Finn Fisher-Black (NZL)        | DNF                   |
| 104                   | João Almeida (POR)             | 29.                   |
| 105                   | Marc Hirschi (SUI) (landevej)  | 17.                   |
| 106                   | Domen Novak (SLO)              | 60.                   |
| 107                   | Diego Ulissi (ITA)             | DNF                   |

| Lotto Dstny LTD | Lotto Dstny LTD          | Lotto Dstny LTD |
| --------------- | ------------------------ | --------------- |
| Nr.             | Rytter                   | Placering       |
| 111             | Maxim Van Gils (BEL)     | 4.              |
| 112             | Logan Currie (NZL)       | 117.            |
| 113             | Jarrad Drizners (AUS)    | DNF             |
| 114             | Andreas Kron (DEN)       | 37.             |
| 115             | Sylvain Moniquet (BEL)   | 54.             |
| 116             | Mathijs Paasschens (NED) | DNF             |
| 117             | Jonas Gregaard (DEN)     | 94.             |

| Israel-Premier Tech IPT | Israel-Premier Tech IPT | Israel-Premier Tech IPT |
| ----------------------- | ----------------------- | ----------------------- |
| Nr.                     | Rytter                  | Placering               |
| 121                     | Dylan Teuns (BEL)       | 15.                     |
| 122                     | George Bennett (NZL)    | 73.                     |
| 123                     | Simon Clarke (AUS)      | 58.                     |
| 124                     | Jakob Fuglsang (DEN)    | 84.                     |
| 125                     | Derek Gee (CAN)         | 86.                     |
| 126                     | Nick Schultz (AUS)      | 57.                     |
| 127                     | Stephen Williams (GBR)  | 66.                     |

| Team dsm-firmenich PostNL DFP | Team dsm-firmenich PostNL DFP | Team dsm-firmenich PostNL DFP |
| ----------------------------- | ----------------------------- | ----------------------------- |
| Nr.                           | Rytter                        | Placering                     |
| 131                           | Romain Bardet (FRA)           | 2.                            |
| 132                           | Romain Combaud (FRA)          | 107.                          |
| 133                           | Matthew Dinham (AUS)          | DNF                           |
| 134                           | Chris Hamilton (AUS)          | DNF                           |
| 135                           | Enzo Leijnse (NED)            | DNF                           |
| 136                           | Martijn Tusveld (NED)         | 115.                          |
| 137                           | Kevin Vermaerke (USA)         | 23.                           |

| Decathlon-AG2R La Mondiale DAT | Decathlon-AG2R La Mondiale DAT | Decathlon-AG2R La Mondiale DAT |
| ------------------------------ | ------------------------------ | ------------------------------ |
| Nr.                            | Rytter                         | Placering                      |
| 141                            | Benoît Cosnefroy (FRA)         | 16.                            |
| 142                            | Bruno Armirail (FRA)           | DNF                            |
| 143                            | Clément Berthet (FRA)          | 50.                            |
| 144                            | Felix Gall (AUT)               | 47.                            |
| 145                            | Paul Lapeira (FRA)             | 11.                            |
| 146                            | Aurélien Paret-Peintre (FRA)   | 5.                             |
| 147                            | Nicolas Prodhomme (FRA)        | 38.                            |

| Astana Qazaqstan Team AST | Astana Qazaqstan Team AST         | Astana Qazaqstan Team AST |
| ------------------------- | --------------------------------- | ------------------------- |
| Nr.                       | Rytter                            | Placering                 |
| 151                       | Aleksej Lutsenko (KAZ) (landevej) | 8.                        |
| 152                       | Anthon Charmig (DEN)              | 63.                       |
| 153                       | Igor Tjzhan (KAZ)                 | DNF                       |
| 154                       | Lorenzo Fortunato (ITA)           | 79.                       |
| 155                       | Cristian Scaroni (ITA)            | 53.                       |
| 156                       | Santiago Umba (COL)               | 76.                       |
| 157                       | Simone Velasco (ITA) (landevej)   | 34.                       |

| Intermarché-Wanty IWA | Intermarché-Wanty IWA     | Intermarché-Wanty IWA |
| --------------------- | ------------------------- | --------------------- |
| Nr.                   | Rytter                    | Placering             |
| 161                   | Georg Zimmermann (GER)    | 49.                   |
| 162                   | Lilian Calmejane (FRA)    | 112.                  |
| 163                   | Kevin Colleoni (ITA)      | 96.                   |
| 164                   | Gerben Kuypers (BEL)      | DNF                   |
| 165                   | Baptiste Planckaert (BEL) | DNF                   |
| 166                   | Lorenzo Rota (ITA)        | 33.                   |
| 167                   | Rein Taaramäe (EST)       | DNF                   |

| Team Jayco AlUla JAY | Team Jayco AlUla JAY   | Team Jayco AlUla JAY |
| -------------------- | ---------------------- | -------------------- |
| Nr.                  | Rytter                 | Placering            |
| 171                  | Simon Yates (GBR)      | 32.                  |
| 172                  | Davide De Pretto (ITA) | DNF                  |
| 173                  | Anders Foldager (DEN)  | 93.                  |
| 174                  | Jan Maas (NED)         | DNF                  |
| 175                  | Michael Matthews (AUS) | 36.                  |
| 176                  | Mauro Schmid (SUI)     | DNF                  |
| 177                  | Filippo Zana (ITA)     | 39.                  |

| Movistar Team MOV | Movistar Team MOV    | Movistar Team MOV |
| ----------------- | -------------------- | ----------------- |
| Nr.               | Rytter               | Placering         |
| 181               | Davide Formolo (ITA) | 42.               |
| 182               | Alex Aranburu (ESP)  | 14.               |
| 183               | Jorge Arcas (ESP)    | 97.               |
| 184               | Will Barta (USA)     | DNF               |
| 185               | Carlos Canal (ESP)   | DNF               |
| 186               | Oier Lazkano (ESP)   | 64.               |
| 187               | Iván Romeo (ESP)     | DNF               |

| Uno-X Mobility UXM | Uno-X Mobility UXM               | Uno-X Mobility UXM |
| ------------------ | -------------------------------- | ------------------ |
| Nr.                | Rytter                           | Placering          |
| 191                | Tobias Halland Johannessen (NOR) | 25.                |
| 192                | Martin Bugge Urianstad (NOR)     | 104.               |
| 193                | Odd Christian Eiking (NOR)       | 88.                |
| 194                | Ådne Holter (NOR)                | 109.               |
| 195                | Johannes Kulset (NOR)            | 62.                |
| 196                | Andreas Leknessund (NOR)         | 61.                |
| 197                | Anders Skaarseth (NOR)           | 110.               |

| TotalEnergies TEN | TotalEnergies TEN        | TotalEnergies TEN |
| ----------------- | ------------------------ | ----------------- |
| Nr.               | Rytter                   | Placering         |
| 201               | Mathieu Burgaudeau (FRA) | 78.               |
| 202               | Fabien Doubey (FRA)      | DNF               |
| 203               | Fabien Grellier (FRA)    | 113.              |
| 204               | Jordan Jegat (FRA)       | 77.               |
| 205               | Alan Jousseaume (FRA)    | 81.               |
| 206               | Paul Ourselin (FRA)      | DNF               |
| 207               | Alexis Vuillermoz (FRA)  | 92.               |

| Bingoal WB BWB | Bingoal WB BWB            | Bingoal WB BWB |
| -------------- | ------------------------- | -------------- |
| Nr.            | Rytter                    | Placering      |
| 211            | Luca Van Boven (BEL)      | 80.            |
| 212            | Louka Matthys (BEL)       | 103.           |
| 213            | Johan Meens (BEL)         | 74.            |
| 214            | Dimitri Peyskens (BEL)    | DNF            |
| 215            | Aaron Van der Beken (BEL) | DNF            |
| 216            | Giacomo Villa (ITA)       | DNF            |
| 217            | Loïc Vliegen (BEL)        | DNF            |

| Equipo Kern Pharma EKP | Equipo Kern Pharma EKP   | Equipo Kern Pharma EKP |
| ---------------------- | ------------------------ | ---------------------- |
| Nr.                    | Rytter                   | Placering              |
| 221                    | Iván Cobo (ESP)          | DNF                    |
| 222                    | Marc Brustenga (ESP)     | DNF                    |
| 223                    | Francisco Galván (ESP)   | DNF                    |
| 224                    | Jordi López (ESP)        | 114.                   |
| 225                    | Mikel Retegi (ESP)       | DNF                    |
| 226                    | Ibon Ruiz (ESP)          | 89.                    |
| 227                    | Danny van der Tuuk (POL) | DNF                    |

| Arkéa-B&B Hotels ARK | Arkéa-B&B Hotels ARK      | Arkéa-B&B Hotels ARK |
| -------------------- | ------------------------- | -------------------- |
| Nr.                  | Rytter                    | Placering            |
| 231                  | Kévin Vauquelin (FRA)     | DNF                  |
| 232                  | Louis Barré (FRA)         | DNF                  |
| 233                  | Clément Champoussin (FRA) | 85.                  |
| 234                  | Anthony Delaplace (FRA)   | 99.                  |
| 235                  | Simon Guglielmi (FRA)     | 101.                 |
| 236                  | Laurens Huys (BEL)        | 83.                  |
| 237                  | Michel Ries (LUX)         | 98.                  |

| Team Flanders-Baloise TFB | Team Flanders-Baloise TFB | Team Flanders-Baloise TFB |
| ------------------------- | ------------------------- | ------------------------- |
| Nr.                       | Rytter                    | Placering                 |
| 241                       | Kamiel Bonneu (BEL)       | DNF                       |
| 242                       | Toon Clynhens (BEL)       | DNF                       |
| 243                       | Lars Craps (BEL)          | DNF                       |
| 244                       | Siebe Deweirdt (BEL)      | DNF                       |
| 245                       | Elias Maris (BEL)         | 108.                      |
| 246                       | Dylan Vandenstorme (BEL)  | DNF                       |
| 247                       | Vincent Van Hemelen (BEL) | DNF                       |